# Maurice Smith
Maurice Douglas Burnet Smith (30 tháng 11 năm 1909 – 21 tháng 2 năm 1985) là một nhà báo người Canada gốc Anh. Ông bắt đầu làm việc cho nhật báo Winnipeg Free Press từ năm 1927, trở thành nhà báo thể thao vào năm 1930 và sau đó là biên tập viên thể thao của tờ báo này từ năm 1944 đến năm 1976. Ông đã viết cho chuyên mục thể thao thường kỳ có tiêu đề "Time Out", đưa tin về bóng chày, khúc côn cầu trên băng, môn bi đá, và bóng bầu dục Canada, bao gồm 33 chức vô địch Cúp Grey liên tiếp. Ông cũng là người có công thành lập Giải vô địch bi đá trung học Canada vào năm 1951, và là chủ tịch sáng lập của Hiệp hội các nhà văn và phát thanh viên thể thao Manitoba vào năm 1955. Khi nghỉ hưu, Smith phục vụ trong các ủy ban tuyển chọn của Đại sảnh danh vọng thể thao Canada và Bảo tàng và đại sảnh danh vọng thể thao Manitoba. Ông là thành viên lâu đời của Hiệp hội bi đá Manitoba vào năm 1970, được giới thiệu vào bộ phận Phóng viên bóng bầu dục Canada của Đại sảnh danh vọng bóng bầu dục Canada vào năm 1982, và sau đó được giới thiệu vào Đại sảnh danh vọng khúc côn cầu Manitoba vào năm 1987.

## Đầu đời
Maurice Douglas Burnet Smith sinh ngày 30 tháng 11 năm 1909 tại Luân Đôn, Anh. Ông là con út trong gia đình có hai người con, với bố mẹ George và Mary Smith đều là người gốc Anh. Gia đình nhập cư đến Winnipeg năm 1913. Thời trẻ, ông làm nghề giao báo và được thưởng cho công việc của mình bằng một chiếc đồng hồ vàng khi mới 10 tuổi. Ông trở thành người sao chép cho bộ phận kinh doanh của Winnipeg Free Press vào năm 1927, sau đó trở thành phóng viên thể thao vào đầu những năm 1930. Ông đến Scotland năm 1937 để viết chương trình cho Hiệp hội Khúc côn cầu trên băng Scotland, và gặp người vợ Ann McKenzie ở Perth. Họ kết hôn vào ngày 13 tháng 10 năm 1939 và chuyển đến Winnipeg vào năm 1940. Sau đó Smith tiếp tục làm việc cho tờ Free Press.

## Biên tập viên thể thao
Smith trở thành biên tập viên thể thao của tờ Free Press vào năm 1944, kế nhiệm Ed Armstrong – người đã rời vị trí này để trở thành biên tập viên mục thành phố. Smith đã viết chuyên mục thể thao "Time Out" và đưa tin thường xuyên về bóng chày, khúc côn cầu trên băng, bi đá và bóng bầu dục Canada. Ông chuyên theo dõi đội bóng bầu dục Winnipeg Blue Bombers và đưa tin suốt 33 mùa vô địch Cúp Grey liên tiếp.
Cùng với cộng sự Ken Watson và nhiều người khác, Smith đã giúp thiết lập Giải vô địch bi đá trung học Canada vào năm 1951. Smith là chủ tịch sáng lập của Hiệp hội các nhà văn thể thao và phát thanh viên Manitoba (MSSA) vào năm 1955, tổ chức này đã thành lập một bữa tiệc trao giải hàng năm để vinh danh các vận động viên của Manitoba kể từ năm 1956. Ông thành lập "Quỹ Tinh thần Giáng sinh" trong bộ phận thể thao của Free Press vào năm 1971 để giúp đỡ những người kém may mắn ở Winnipeg.
Smith nghỉ hưu ở Free Press vào ngày 27 tháng 3 năm 1976 và được tổ chức một bữa tối với sự tham dự của 300 vận động viên thể thao tại Winnipeg Inn. Ông đã được Hal Sigurdson kế nhiệm làm biên tập viên thể thao. Sigurdson cho biết Smith đã đề nghị ông rời Vancouver trở lại Winnipeg để đảm nhiệm vai trò này.

## Đời tư
Smith có một con trai và một con gái, là cư dân khu phố St. James của Winnipeg. Sở thích của ông bao gồm chơi golf, câu cá, sưu tập tiền xu và tem thư. Ông là một thành viên Hội Tam Điểm và là thành viên tại các chi nhánh ở Perth và Winnipeg. Khi nghỉ hưu, ông phục vụ trong các ủy ban tuyển chọn của Đại sảnh danh vọng thể thao Canada và Bảo tàng và đại sảnh danh vọng thể thao Manitoba. Trong khi ở Hawaii, Smith qua đời vì suy tim vào ngày 21 tháng 2 năm 1985. Thi hài của ông được hỏa táng và đưa về Winnipeg.

## Di sản
Hiệp hội bi đá Manitoba đã kết nạp Smith làm thành viên vào năm 1970. Ông được giới thiệu vào mục Phóng viên bóng bầu dục Canada của Đại sảnh danh vọng bóng bầu dục Canada vào năm 1982. MSSA đã thành lập Giải tưởng niệm Maurice Smith vào tháng 12 năm 1985, để trao cho đội của năm trong các môn thể thao ở Manitoba. Ông được vinh danh trong danh sách danh dự của MSSA vào năm 1986 và được giới thiệu vào Đại sảnh danh vọng khúc côn cầu Manitoba vào năm 1987.
Hal Sigurdson nhận định phong cách viết bài của Smith là trung lập; ông luôn phân định rạch ròi giữa cảm xúc cá nhân và đánh giá tin tức. Sigurdson viết rằng, Smith là một người khiêm tốn, không bao giờ khoe khoang về chiến tích của bản thân, và ông cũng thường xuyên nhận mình là "người may mắn nhất thế giới" khi kiếm sống bằng nghề báo.